# François Noël
François Noël (latinská verze jména Franciscus Natalis, 18. srpna 1651, Hestrud – 17. září 1729, Lille) valonský jezuitský kněz, který působil jako misionář v Číně (přijal čínské jméno Wei Fangjil, Wej Fang-ťi). Vynikl i jako astronom a matematik.

## Život
Noël se narodil v čelné měšťanské rodině Sébastiena Noëla, starosty ve městě Hestrud, které nyní náleží do regionu Nord-Pas-de-Calais v severní Francii na samé hranici s dnešní Belgií. Zemřel v severofrancouzském centru téhož regionu Nord-Pas-de-Calais v Lille. 
Noël měl vzory v jezuitské dráze svých dvou starších bratrů: Bartholomé Noël (1642-1674) byl pro víru zastřelen jedním německým luteránem. Nicolas Noël (1648-1703) zemřel ve Valonsku.
V roce 1670 Noël vstoupil v Tournai do noviciátu Tovaryšstva Ježíšova, vysvěcen na kněze byl v roce 1682 v Douai. Během studií projevoval nadání v řadě oborů, jak uměleckých (psal latinsky poezii i dramata), tak přírodovědných. I proto byl vybrán jako adept k misijní činnosti. V 17. a 18. století byla pro jezuity východní Asie a především Čína centrem jejich misijních snah. Noël měl původně namířeno do Japonska, ale nakonec se 9. srpna 1685 vylodil v Macau, odkud se dostal do Číny. Zde měli Noël a jeho souputníci nachystánu půdu díky jezuitovi Matteovi Riccimu. V Číně se věnoval především vzdělávací a osvětové činnosti, misijní aktivity v této kulturně vyspělé a starobylé zemi musely být přizpůsobeny místním podmínkám, což často vedlo ke kritice pravověrných v Římě. Sám Noël se ve sporu o akomodaci ocitl přímo v centru dění, došlo ke sporu mezi čínským dvorem a Římem a vypuzení jezuitů (definitivně v roce 1724). Noël se poté vrátil do Evropy, ale ne do západní, nýbrž do střední Evropy: začal přednášet matematiku na Karlo-Ferdinandově univerzitě v pražském v Klementinu. V roce 1713 požádal papeže o návrat do Číny, nedostal však povolení, a proto se vrátil do koleje v Lille, kde pokračoval ve studiu sinologie.

## Dílo
Noël se ve svém díle věnoval třem základním okruhům: matematice, astronomii a Číně. Spisy vydával především po svém návratu do Evropy (Praha, Lille). Čína jej hluboce ovlivnila, velmi se do ní toužil vrátit, což se mu už nikdy nepodařilo. K jeho nejznámějším dílům patří „Reverendi Patris Francisci Noel e Societate Jesu opuscula poetica in quatuor partes distributa“, „Observationes mathematicae, et physicae in India et China“ nebo „Historica notitia rituum ac ceremoniarum sinicarum in colendis parentibus ac benefactoribus defunctis ex ipsis sinensium authorum libris desumpta“.